# スーパーボーイ
『スーパーボーイ』（英: Superboy）は、DCコミックスの出版するアメリカン・コミックスのタイトル、または架空のスーパーヒーロー/スーパーヴィランの名称。ジェリー・シーゲルとジョー・シャスターによって創造され、1945年の"More Fun Comics #101"で初登場した。

## キャラクター

### カル゠エル/クラーク・ケント
スーパーマンのスモールヴィルに住んでいた少年時代の名前。1940年代から1980年代まで個人誌が刊行された。この設定は1986年のリブート『マン・オブ・スティール (コミック)』で一度消えるが、2009年の『Superman: Secret Origin』『Legion of Super-Heroes』では再びスーパーマンは少年時代、スーパーボーイとして活躍していたという設定が復活する。

### コン゠エル/コナー・ケント
プロジェクト・カドモスにより生み出されたスーパーマンのクローン。プロジェクト・カドモスの責任者ポール・ウエストフィールドは、スーパーマンのクローンを作るため、遺体を盗み遺伝子を採取する。12回の失敗の後、13回目の実験で誕生したのがコン゠エルであり、誕生して1週間で10代の容姿になるほどまでに成長した。
1992年の『デス・オブ・スーパーマン』の際、バイザード・スーパーマン（エラディケーター）、サイボーグスーパーマン(ハンク・ヘンショウ)、ザ・マン・オブ・スティール（ジョン∵ヘンリー・アイアンズ）とともにスーパーマンのクローンを名乗り後継者争いを行った。出現した当初は「スーパーボーイ」と呼ばれることを強く拒否して「スーパーマン」と呼ぶように言っていたが、後に復活したスーパーマンから直々に「スーパーボーイ」と名付けられスーパーマン・ファミリーの一員として活動する。ティム・ドレイクと出会い、インパルスと共にヤング・ジャスティスを創設し、ティーン・タイタンズにも参加する。
2006年の『インフィニット・クライシス』で、スーパーボーイ・プライムとの戦いの末に命を落とす。2009年の『ファイナル・クライシス』でスーパーマンと同様に「孤独の要塞」のリジェネレーション・マトリックスを使い復活する。

### スーパーボーイ・プライム
別次元の「アースプライム」出身のカル゠エル。「アースプライム」は『スーパーマン』などがコミック作品として知られる世界で、スーパーヒーローやヴィランは基本的に存在せず、クラーク・ケントも『スーパーマン』にあやかって名付けられたものだが、クラーク・ケント自身は実際にクリプトン星の生き残りだった。
ハレー彗星接近の影響で力に目覚め、アース1のクラーク・ケント（スーパーマン）に接触する。その直後の『クライシス・オン・インフィニット・アース』事件で、アンチモニターによって自分の住む場所が消滅してしまう。その後の彼はアレクサンダー・ルーサー・Jrとともに行動するようになり、消滅した「アースプライム」を復元するために多次元宇宙の再生に加担する。ジャスティス・リーグの基地ウォッチタワーを破壊しメンバーを誘拐、「ラーン星」をサナガー星系へと動かし「サナガ―星」と「ラーン星」の星間戦争を起こす。さらに惑星オアを宇宙の中心点からずらし、『インフィニット・クライシス』事件を起こす。
その過程でスーパーボーイ・プライムはコナー・ケントに嫉妬し接触する。ティーン・タイタンズとジャスティス・ソサエティとドゥーム・パトロールに襲いかかられ、力を持て余し残虐行為を行いタイタンズのパンサを殺してしまう。その後、ザ・フラッシュやキッド・フラッシュなどのスピードスターによりファントムゾーンに封印される。しかし、ファントムゾーンから脱走し、コナー・ケントをついに殺害した後、グリーンランタンによって捕縛され隔離される。

### ジョン・レイン・ケント
New 52の世界でスーパーマンとロイス・レインの間に生まれるが、4歳になる前に死亡。30世紀になってその死体は未来技術によって復活し、大量虐殺兵器としての生を受ける。『スーパーマン』の代表的なヴィランの1人ダークサイドの部下として描かれる事が多い。

### ジョナサン・サミュエル・ケント
スーパーマンとロイス・レインの間に生まれた息子。

## 他のバージョン
カーカン
1972年のイマジナリー・ストーリーのスーパーボーイ。カル゠エルは、アフリカの西海岸に落ちてしまい、ゴリラに育てられる。その後、人間に発見されメトロポリスに招かれ、一時的にスーパーボーイを名乗るが、文明的なメトロポリスには馴染まず、すぐにジャングルに帰っていく。
ブラック・ゼロ
『デス・オブ・スーパーマン』のスーパーマンが復活しなかった世界で、その後ヴィランとなったスーパーボーイ。

## 書誌情報
| タイトル                                      | 刊行日     | ISBN           |
| --------------------------------------------- | ---------- | -------------- |
| Superboy: The Greatest Team-Ups Ever Told     | 2010年1月  | 978-1401226527 |
| Adventures of Superboy                        | 2010年8月  | 978-1401227838 |
| Superboy: The Boy of Steel                    | 2011年5月  | 978-1401227739 |
| Superboy Vol.1: Smallville Attacks            | 2011年12月 | 978-1401232511 |
| Superboy and the Legion of Super-Heroes Vol.1 | 2017年6月  | 978-1401272913 |
| Superboy and the Legion of Super-Heroes Vol.2 | 2018年7月  | 978-1401280857 |
| Superboy Book One: Trouble in Paradise        | 2018年1月  | 978-1401275136 |
| New 52                                        |            |                |
| Superboy Vol.1: Incubation                    | 2012年8月  | 978-1401234850 |
| Superboy Vol.2: Extraction                    | 2013年6月  | 978-1401240493 |
| Superboy Vol.3: Lost                          | 2014年1月  | 978-1401243173 |
| Superboy Vol.4: Blood and Steel               | 2014年7月  | 978-1401246853 |
| Superboy Vol.5: Paradox                       | 2015年1月  | 978-1401250928 |